# Premenstruační dysforická porucha
Premenstruační dysforická porucha (PMDD) je vážná forma premenstruačního syndromu, postihující 3% až 8% žen a to převážně během luteální fáze menstruačního cyklu. Až u jedné třetiny žen diagnostikovaných s PMDD doznívají symptomy v prvních dvou až třech dnech folikulární fáze.

## Příznaky
Premenstruační dysforická porucha (PMDD) je vážná forma premenstruačního syndromu (PMS). PMDD, podobně jako PMS, se objevuje v cyklicky se opakujících fázích. Příznaky se začínají objevovat na konci luteální fáze menstruačního cyklu (po ovulaci) a končí krátce po začátku menstruace.
Ve většině případů se vyskytují emoční příznaky, dominantní jsou především změny nálad. PMDD velice často výrazně negativně zasahuje do osobních vztahů nemocných žen. Nezřídka se také objevuje úzkost, zlost a deprese. Mezi hlavní příznaky, které mohou ženám znepříjemnit život, patří:
- pocity hlubokého smutku a bezmoci
- pocity intenzivního napětí a úzkosti
- zvýšená přecitlivělost na odmítnutí nebo kritiku
- záchvaty paniky
- rychlé a výrazné výkyvy nálad, záchvaty nekontrolovatelného pláče
- podrážděnost nebo vztek, časté konflikty s okolím; nemocné si většinou neuvědomují, jaký dopad má jejich chování na jejich blízké
- apatie, nezájem o každodenní činnosti a vztahy
- problémy se soustředěností
- chronická únava
- zvýšená chuť k jídlu, přejídání se
- nespavost nebo naopak únava; potřeba delšího spánku než obvykle, popřípadě (u menšího procenta žen) problémy se spánkem
- pocit zdrcení, ohromení, žena má pocit, že nic nemá pod kontrolou, nic nezvládá
- zvýšená nebo snížená chuť na sex
- zvýšená potřeba emocionální blízkosti

Časté fyzické příznaky:
- napětí v prsou a jejich otékání
- bušení srdce
- silná bolest hlavy, kloubů a svalů
- nateklý obličej a nos
- změněné vnímání vlastního těla - žena se cítí opuchlá, nadmutá a tlustá, často však skutečně dojde k nárůstu váhy

Pokud se u postižené objevuje alespoň pět z výše uvedených příznaků, jedná se o PMDD.

## Co způsobuje PMDD
V roce 2007 došlo k prvnímu důležitému genetickému objevu ohledně PMDD. Vědci zjistili, že s PMDD souvisí odlišnosti v hladině alfa genu, který je přenašečem hormonu estrogenu. U žen s těmito genetickými odlišnostmi byla zjištěna vyšší pravděpodobnost výskytu PMDD. Tato souvislost se však prokázala pouze u žen, u kterých je zároveň přítomna jiná forma dalšího genu, tj. Catechol-O-methyl transferase neboli COMT, jenž řídí funkci prefrontální kůry mozkové, části mozku zodpovědné za regulování nálady.
Dřívější výzkumy potvrdily, že ženy trpící PMDD mají abnormální reakce na normální hladiny hormonů a proto jsou přecitlivělé na své přirozené hormonální změny.
Objektivní důkazy potvrzují, že PMDD je neurologického charakteru a výzkumy ukázaly, že ženy pociťující výrazné výkyvy nálad při PMDD zároveň vykazují sníženou tvorbu serotoninu v mozku.
Zatím není zcela jasné, co přesně způsobuje PMDD, ale většina odborníků se shoduje na tom, že příčinou je právě nedostatek serotoninu (neurotransmiter), způsobený kolísáním pohlavních hormonů (progesteronem, estrogenem a testosteronem) během luteální fáze menstruačního cyklu.
To, jak důležitou roli zde hraje serotonin, potvrdily i další výzkumy, kdy byly ženám trpícím PMDD podávány tzv. selektivní inhibitory zpětného vychytávání serotoninu (SSRI), které měly pozitivní vliv na náladovost během dysforické fáze.
Ženy trpící PMDD, které nikdy předtím neměly zkušenost s klinickou depresí, mají sníženou citlivost a jsou odolnější vůči stresu a bolesti než ženy s předchozí zkušeností s depresí. To znamená, že PMDD je samostatná nemoc, odlišná od klinické deprese.
U žen trpících PMDD je evidován častější výskyt unipolárních depresí a poruch úzkosti než u žen, které touto nemocí netrpí.
Důležitou roli hraje také stres v životě ženy. Výzkumy potvrzují vztah mezi PMDD a pocity diskriminace a to především u žen z etnických menšin, které mají zkušenosti s diskriminací nejen kvůli jejich barvě pleti, ale i kvůli jejich pohlaví.

## Léčba
Hlavním cílem léčby je ulevit pacientce od jejího utrpení a pokud možno snížit negativní dopad na její sociální život a vztahy.
Při léčbě se v rámci terapie využívají selektivní inhibitory zpětného vychytávání serotoninu (SSRI). Jejich výborná efektivita a minimální vedlejší účinky již byly potvrzeny v několika pokusech na ženách s PMDD, při nichž byl zcela vyloučen případný vliv placebo efektu.
Dalším možným způsobem, jak ženám výrazně ulevit od problémů spojených s PMDD, je používání antikoncepčních pilulek, jako je YAZ, Yasmin, Beyaz a další. Některé ženy však na tuto léčbu reagují zhoršením symptomů.
Některé nepříjemné příznaky PMDD mohou zmírnit i změny v životním stylu ženy, jako je pravidelné cvičení nebo vyvážená strava. Dvě studie prokázaly zmírnění příznaků po každodenním podávání vysokých dávek esenciální aminokyseliny L-Tryptofan, která se v krevním oběhu mění na serotonin. Existují také důkazy, že vitamin B6 pomůže ulevit od problémů při PMDD.